# Флэнаган, Ричард
Ричард Миллер Флэнаган (англ. Richard Miller Flanagan; род. 1961) — австралийский писатель, получивший Букеровскую премию за 2014 год. Также лауреат Baillie Gifford Prize (2024).
В 1998 году поставил фильм «Звук хлопка одной ладони» по собственному одноимённому роману.

## Биография
Флэнаган родился в Лонгфорде, Тасмания, в 1961 году, пятым из шести детей. В 1983 получил степень бакалавра искусств с отличием в Университете Тасмании. Продолжил обучение в Оксфордском университете по стипендии Родса, где получил степень магистра. Помимо написания романов и рассказов, Ричард Фланаган пишет о литературе, окружающей среде, искусстве и политике для австралийской и международной прессы, включая Le Monde, The Daily Telegraph, Suddeutsche Zeitung, The New York Times и New Yorker. Флэнаган живет в Хобарте, Тасмания со своей женой и тремя дочерьми.

### Художественная литература
- Смерть речного лоцмана / Death of a River Guide (1994)
- The Sound of One Hand Clapping (1997)
- Книга рыб Гоулда / Gould's Book of Fish: A Novel in Twelve Fish (2001)
- Неизвестный террорист / The Unknown Terrorist (2006)
- Желание / Wanting (2008)
- Узкая дорога на дальний север / The Narrow Road to the Deep North (2013)
- First Person (2017)

### Non-fiction
- A Terrible Beauty: History of the Gordon River Country (1985)
- The Rest of the World Is Watching — Tasmania and the Greens, соавтор (1990)
- Codename Iago: The Story of John Friedrich, соавтор (1991)
- Parish-Fed Bastards. A History of the Politics of the Unemployed in Britain, 1884–1939 (1991)
- And What Do You Do, Mr Gable? (2011)
- Notes On An Exodus (2015)

### Фильмы
- Звук хлопка одной ладони / The Sound of One Hand Clapping (режиссер и сценарист)
- Австралия / Australia (соавтор сценария)